# ASB Classic 2020
L'ASB Classic 2020 è stato un torneo di tennis giocato all'aperto sul cemento. È stata la 37ª edizione del torneo femminile, facente parte della categoria International nell'ambito del WTA Tour 2020 e la 64ª edizione del torneo maschile, facente parte della categoria ATP Tour 250 nell'ambito dell'ATP Tour 2020. Entrambi i tornei si sono giocati all' ASB Tennis Centre di Auckland, in Nuova Zelanda, quello femminile dal 6 al 12 gennaio e quello maschile dal 13 al 18 gennaio.

## Partecipanti ATP

### Teste di serie
| Nazionalità | Giocatore        | Ranking* | Testa di serie |
| ----------- | ---------------- | -------- | -------------- |
| Italia      | Fabio Fognini    | 12       | 1              |
| Canada      | Denis Shapovalov | 14       | 2              |
| Russia      | Karen Chačanov   | 17       | 3              |
| Stati Uniti | John Isner       | 19       | 4              |
| Francia     | Benoît Paire     | 24       | 5              |
| Polonia     | Hubert Hurkacz   | 37       | 6              |
| Francia     | Adrian Mannarino | 43       | 7              |
| Moldavia    | Radu Albot       | 46       | 8              |

* Ranking al 6 gennaio 2020.

### Altri partecipanti
I seguenti giocatori hanno ricevuto una wildcard per il tabellone principale:
- Jannik Sinner
- Alejandro Davidovich Fokina
- Michael Venus

I seguenti giocatori sono passati dalle qualificazioni:

- Mikael Ymer
- Thiago Monteiro

1. Michael Mmoh
2. Vasek Pospisil

I seguenti giocatori sono entrati in tabellone come lucky loser:
- Leonardo Mayer

### Ritiri
Prima del torneo
- Daniil Medvedev → sostituito da  Tennys Sandgren

Durante il torneo
- Radu Albot → sostituito da  Leonardo Mayer

## Partecipanti WTA

### Teste di serie
| Nazionalità | Giocatrice         | Ranking* | Testa di serie |
| ----------- | ------------------ | -------- | -------------- |
| Stati Uniti | Serena Williams    | 10       | 1              |
| Croazia     | Petra Martić       | 15       | 2              |
| Stati Uniti | Amanda Anisimova   | 24       | 3              |
| Germania    | Julia Görges       | 28       | 4              |
| Danimarca   | Caroline Wozniacki | 38       | 5              |
| Svezia      | Rebecca Peterson   | 44       | 6              |
| Lettonia    | Jeļena Ostapenko   | 45       | 7              |
| Francia     | Caroline Garcia    | 46       | 8              |

* Ranking al 30 dicembre 2019.

### Altre partecipanti
Le seguenti giocatrici hanno ricevuto una wildcard per il tabellone principale:
- Eugenie Bouchard
- Paige Mary Hourigan
- Valentina Ivanov

La seguente giocatrice è entrata in tabellone con il ranking protetto:
- CiCi Bellis

Le seguenti giocatrici sono passate dalle qualificazioni:

- Camila Giorgi
- Varvara Lepchenko
- Ann Li
- Greet Minnen

Le seguenti giocatrici sono entrate in tabellone come lucky loser:
- Usue Maitane Arconada
- Ysaline Bonaventure
- Catherine McNally

### Ritiri
Prima del torneo
- Bianca Andreescu → sostituita da  Christina McHale
- Svetlana Kuznetsova → sostituita da  Usue Maitane Arconada
- Jeļena Ostapenko → sostituita da  Ysaline Bonaventure
- Mónica Puig → sostituita da  Jessica Pegula
- Alison Van Uytvanck → sostituita da  Catherine McNally

## Punti
| Evento              | V   | F   | SF  | QF | 2T   | 1T | Q    | Q3   | Q2   | Q1   |
| Singolare femminile | 280 | 180 | 110 | 60 | 30   | 1  | 18   | 14   | 10   | 1    |
| Doppio femminile    | 280 | 180 | 110 | 60 | N.D. | 1  | N.D. | N.D. | N.D. | N.D. |

## Montepremi
| Evento              | V       | F       | SF      | QF     | 2T     | 1T     | Q    | Q3     | Q2   | Q1   |
| Singolare femminile | $43,000 | $21,410 | $11,400 | $6,100 | $3,570 | $2,300 | N.D. | $1,080 | $940 | $800 |
| Doppio femminile    | $13,580 | $7,200  | $4,000  | $2,300 | N.D.   | $1,520 | N.D. | N.D.   | N.D. | N.D. |

## Campioni

### Singolare maschile
Ugo Humbert ha battuto in finale  Benoît Paire con il punteggio di 7–6(2), 3-6, 7–6(5).
- È il primo titolo ATP per Humbert.

### Singolare femminile
Serena Williams ha battuto in finale  Jessica Pegula con il punteggio di 6-3, 6-4.
- È il settantatreesimo titolo in carriera per Williams, il primo della stagione.

### Doppio maschile
Luke Bambridge /  Ben McLachlan hanno battuto in finale  Marcus Daniell /  Philipp Oswald con il punteggio di 7–6(3), 6-3.

### Doppio femminile
Asia Muhammad /  Taylor Townsend hanno battuto in finale  Serena Williams /  Caroline Wozniacki con il punteggio di 6-4, 6-4.